# Відносини Фінляндія — НАТО
Фінляндія має офіційні відносини з НАТО з 1994 року, коли вона приєдналася до програми «Партнерство заради миру». Країна підтримує позитивні відносини з організацією, і можливість її членства була темою дебатів у країні після закінчення холодної війни. Після російського вторгнення в Україну 2022 року дебати перейшли на користь членства в НАТО, і 18 травня 2022 року країна офіційно подала заявку на вступ. 4 квітня 2023 року Фінляндія вступила в НАТО і стала 31 членом Альянсу.

## Передумови
Наприкінці Другої світової війни Фінляндії довелося розірвати зв'язки з Німеччиною, з якою вона вступила в союз проти Радянського Союзу у Війні-продовженні. Після війни зовнішня політика керувалась так званою лінією Паасіківі-Кекконен, яка мала на меті забезпечити виживання Фінляндії як незалежної суверенної, демократичної та капіталістичної держави поряд з комуністичним Радянським Союзом. Цього потрібно було досягти шляхом підтримки достатньо хороших відносин з Радянським Союзом, щоб уникнути війни зі своїм східним сусідом. Уряд Фінляндії відмовився від іноземної допомоги США за планом Маршалла через тиск з боку Радянського Союзу. Невдовзі після цього між Фінляндією та Радянським Союзом був укладений договір про дружбу, співробітництво та взаємну допомогу між СРСР і Фінляндією. Холодна війна ознаменувалася так званою «фінляндизацією», під час якої Фінляндія зберегла свою номінальну незалежність у внутрішніх справах, а її зовнішня політика була обмежена, щоб уникнути конфліктів із зовнішньою політикою Радянського Союзу. Як наслідок, вона зайняла нейтральну позицію, щоб утриматися від конфліктів великих держав, і утримувалася від приєднання до НАТО, Європейських Співтовариств чи інших інституцій, створених після війни західними демократичними державами. Під час піку «холодної війни» уряд Фінляндії свідомо намагався підвищити обороноздатність, щоб забезпечити сильний стримуючий фактор для будь-якого потенційного вторгнення. З 1968 року уряд Фінляндії прийняв доктрину територіальної оборони, яка вимагає використання великих земельних територій для затримки та зношування потенційного агресора. Це було доповнено концепцією тотальної оборони, яка передбачає використання всіх ресурсів суспільства для національної оборони в разі кризи.

## Історія

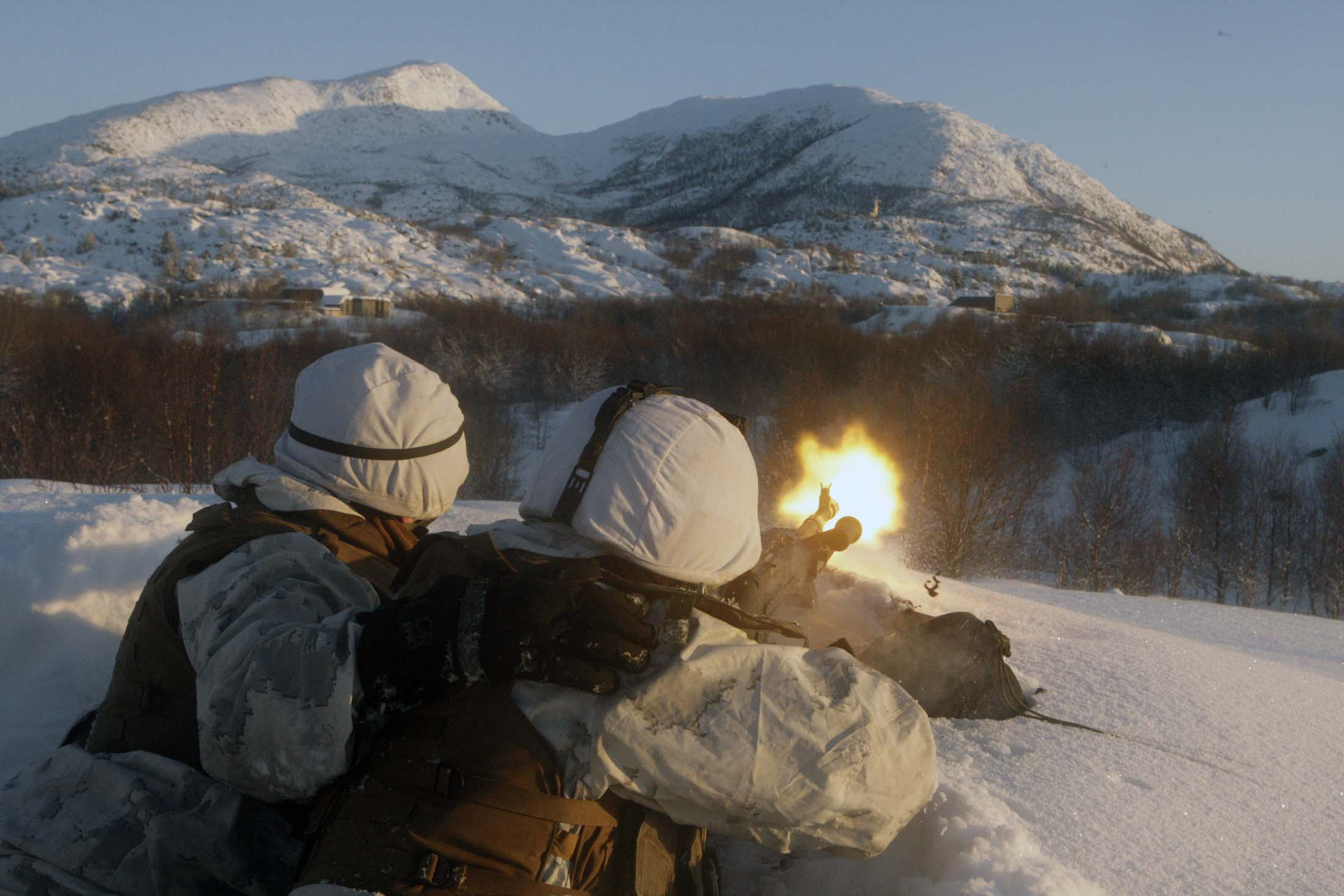
Американські морські піхотинці на навчаннях НАТО у Фінляндії

У жовтні 1993 року прем'єр-міністр Фінляндії Еско Аго на зустрічі з генеральним секретарем НАТО Манфредом Вернерером в Брюселі заявив, що «Фінляндія цілком задоволена своїм нинішнім статусом спостерігача в Організації Північноатлантичного договору і тим діалогом, який ведеться з НАТО».
З 1993 року Фінляндія бере участь у невійськовій частині маневрів НАТО в Балтійському морі, що складається з відпрацювання міжнародної взаємодії в аварійно-рятувальних роботах. 9 травня 1994 міністр закордонних справ Фінляндії Гейккі Гаавісто підписав договір про приєднання Фінляндії до програми НАТО «Партнерство заради миру». Співробітництво в рамках партнерства обмежується сферою миротворчої діяльності, проведенням пошукових, рятувальних та гуманітарних операцій, заходами щодо захисту навколишнього середовища.

Висловлювання начальника Генштабу Збройних сил Росії, генерала Миколи Макарова під час його візиту до Фінляндії у 2012 році про те, що можливе членство Фінляндії в НАТО представляє потенційну загрозу для безпеки Росії, викликало жваву дискусію в країні, а генсек НАТО Андерс Фог Расмуссен у цьому зв'язку підкреслив, що Росія не повинна втручатися у рішення Фінляндії про можливий вступ в члени НАТО. У березні та жовтні 2012 року Повітряні сили Фінляндії брали участь у навчаннях НАТО в небі Балтики, але питання про можливість патрулювання спільно зі Швецією повітряного простору Ісландії до теперішнього часу ще не вирішена.

Літак F-15c на сумісних навчаннях Фінляндії і НАТО

 Прем'єр-міністр Росії Дмитро Медведєв в ході свого візиту до Фінляндії у листопаді 2012 року заявив, що «можлива участь Фінляндії в патрулюванні повітряних кордонів Ісландії — внутрішня справа Фінляндії»
У 2010–2011 роках, було проведено опитування громадської думки, 70% фінів категорично заперечували проти членства Фінляндії в Північноатлантичному альянсі. За даними на початок 2014 року, число противників входження в НАТО складало 59%, а число прихильників входження в альянс — 22%.
Дискусія про вступ до НАТО суттєво активізувалася в зв'язку з Кримською кризою 2014 року. В цілому аргументація тих, хто виступає за вступ до НАТО, зводиться до того, що альянс зможе захистити Фінляндію від агресії з боку Росії. Противники вступу в НАТО говорять про те, що саме бажання вступити в альянс може привести до погіршення відносин з Росією і спровокувати агресію. 15 квітня 2014 прем'єр-міністр Фінляндії Юрки Катайнен заявив, що в нинішніх умовах Фінляндія і Швеція повинні вступити в НАТО. Водночас Катайнен визнав, що він з такою своєю позицією знаходиться в меншості і Едускунта його в цьому питанні не підтримує.
На саміті в Уельсі у вересні 2014 року Фінляндія приєдналася до Партнерства з розширеними можливостями НАТО.
Тривалий час Фінляндія зберігала нейтральний статус та не ухвалювала рішення про приєднання до НАТО. Однак, після російського вторгнення в Україну у країні різко зросла підтримка ідеї вступу до НАТО.

### Співпраця

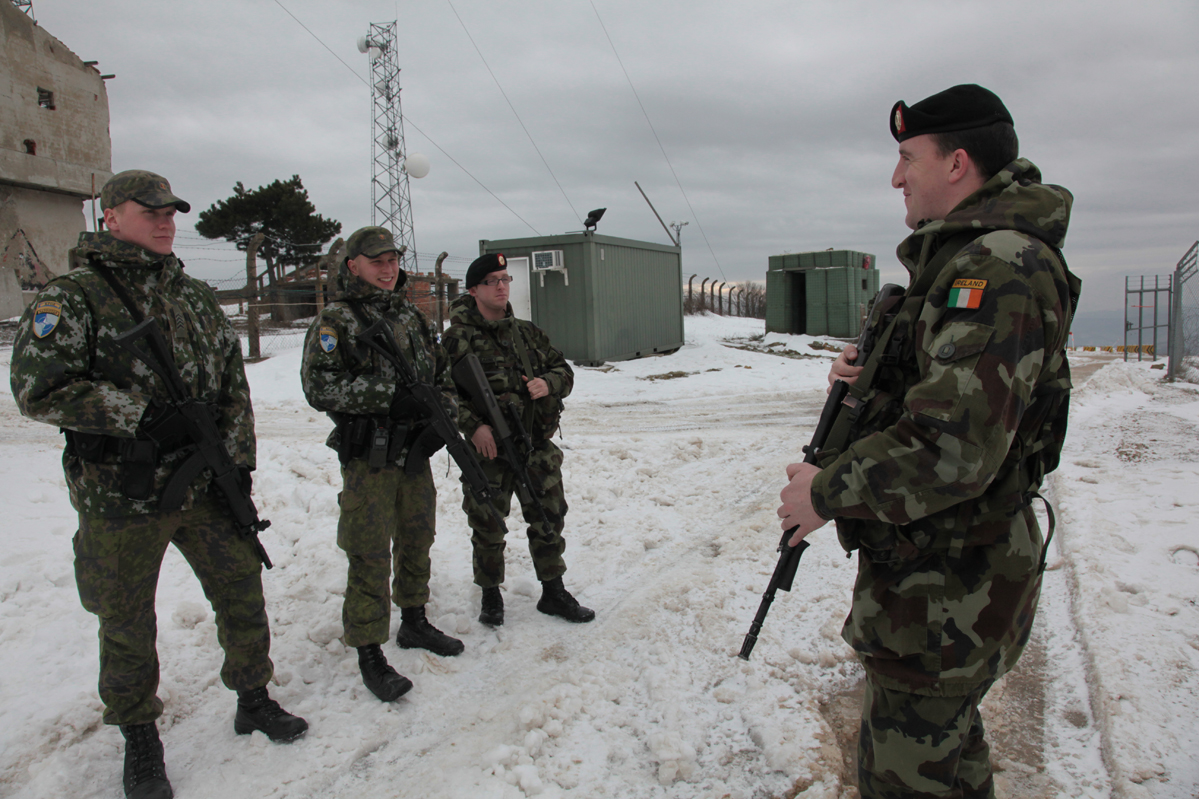
Фінляндія направила миротворців до Косово у складі збройних сил під керівництвом НАТО. На цьому зображенні двоє фінських солдатів отримують інструктаж від ірландського солдата.

Фінляндія бере участь майже у всіх піднапрямах програми «Партнерство заради миру» і надала миротворчі сили для місій в Афганістані та Косово. Фінляндія підтримує тісні відносини з НАТО і закуповує військове обладнання у членів альянсу, в тому числі літаки F-35 Lightning II, а нещодавно придбане обладнання має відповідати стандартам НАТО.

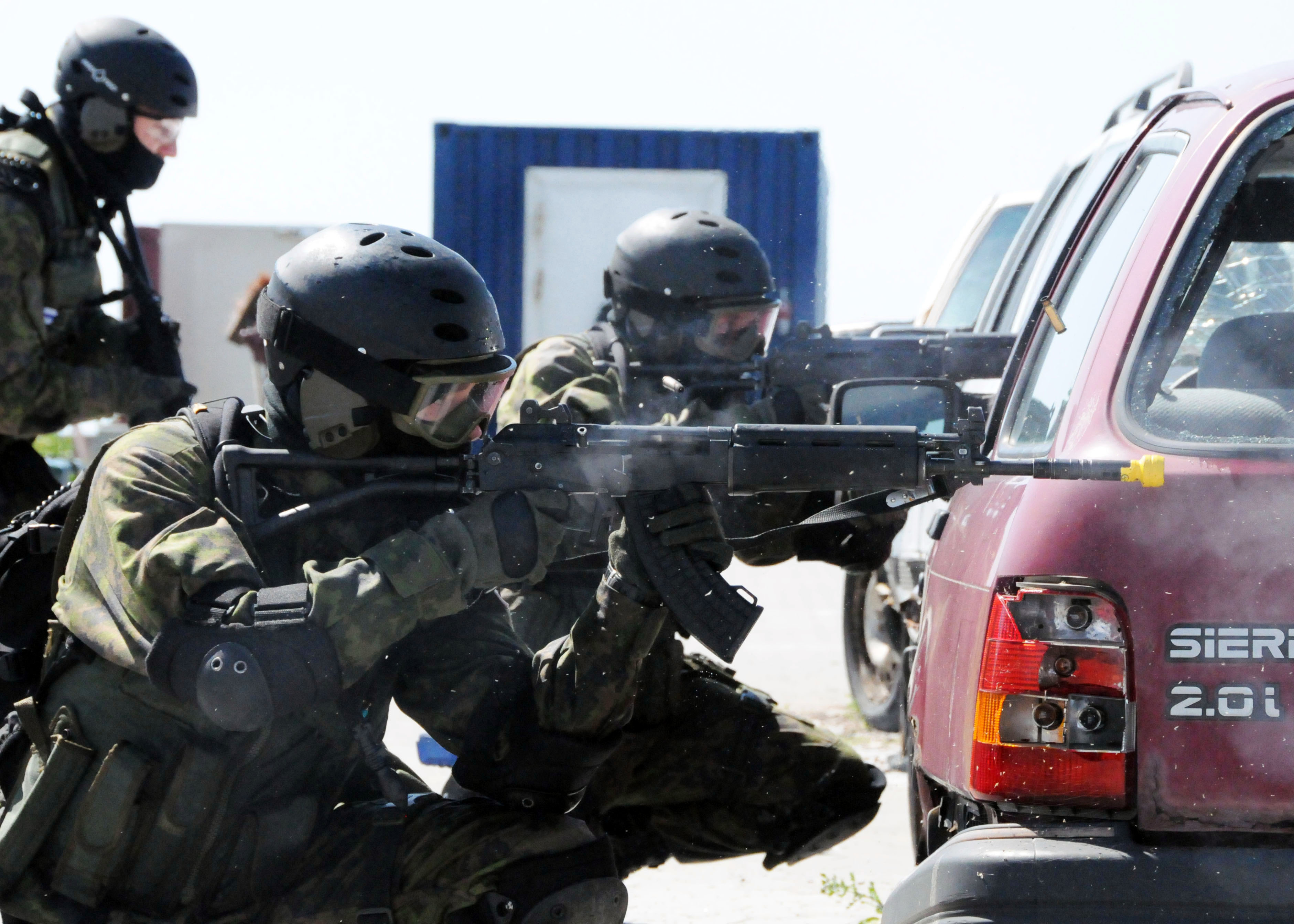
Фінляндія брала участь у навчаннях BALTOPS під проводом США разом з багатьма країнами НАТО та іншими партнерами за мир; тут показано фінських солдатів, які беруть участь у BALTOPS 2009 у Швеції.

У квітні 2014 року, коли Карл Хаґлунд був міністром оборони, уряд оголосив, що вони підпишуть Меморандум про взаєморозуміння між Фінляндією та НАТО про готовність Фінляндії отримати військову допомогу та допомогти НАТО в технічному обслуговуванні. Проте Карл Хаґлунд підкреслив, що цей меморандум не буде кроком до членства.

### Дебати щодо членства
Після розпаду Радянського Союзу в 1988-91 роках загроза незалежності Фінляндії була зменшена. НАТО наголошувала на своїй політиці відкритих дверей для прийняття нових членів, і багато колишніх країн Східного блоку та пострадянських держав приєдналися до альянсу в 1990-х і 2000-х роках. Однак у багатьох наступних урядах позиція Фінляндії полягала в тому, що вступ до НАТО не потрібний, і бажано було б зберегти незалежну оборонну політику, хоча якщо умови змінилися, країна мала право скористатися опцією приєднання до НАТО. Усунення перешкод для ефективного використання можливості приєднатися до альянсу (наприклад, шляхом підвищення сумісності) є частиною цієї політики. Проте в цей період країна відійшла від нейтралітету, приєднавшись до Європейського Союзу в 1995 році, що вимагало прийняття спільної зовнішньої політики та політики безпеки.
Можливість членства Фінляндії в НАТО була одним з найважливіших питань, які обговорювалися у зв'язку з президентськими виборами у Фінляндії 2006 року, і продовжує залишатися важливим питанням у фінській політиці. У 2007 році Фінляндія здійснювала різноманітні технічні підготовки до членства, тодішній міністр оборони Юрі Гякяміес прагнув до членства в НАТО. Інтерес громадськості до цього питання знизився в наступні роки.
Фінський аналітичний центр Elinkeinoelämän valtuuskunta, який регулярно проводила опитування громадської думки щодо членства в НАТО, відзначила у своїй доповіді за 2015 рік тенденцію до зниження відсотка проти, яка почалася в 1998 році, включаючи різке зниження після президентських виборів 2012 року. У березні 2014 року, під час анексії Криму Росією, одне опитування показало, що лише 22 відсотки підтримали членство, хоча друге показало, що 53 відсотки підтримали б членство, якби це рекомендувало керівництво Фінляндії. Підтримка військового союзу з сусідньою Швецією також була високою — 54 відсотки , і Фінляндія, можливо, могла б прагнути розширити роль NORDEFCO. Міністр оборони Фінляндії Карл Хаґлунд припустив, що референдум про членство в НАТО може бути проведений десь після парламентських виборів 2015 року.
У січні 2022 року прем'єр-міністр Санна Марін заявила, що Фінляндія залишає за собою можливість подати заявку на членство в НАТО, якщо вона захоче це зробити, але вона сказала, що «дуже малоймовірно» це станеться під час її перебування на посаді прем'єр-міністра. 24 лютого 2022 року у відповідь на вторгнення Росії в Україну вона повторила, що, хоча Фінляндія «наразі не стикається з безпосередньою військовою загрозою», вступ до НАТО все ще залишається можливістю, зазначивши, що «дебати щодо членства в НАТО у Фінляндії зміняться». 25 лютого представник російського МЗС пригрозив Фінляндії та Швеції «військовими та політичними наслідками», якщо вони спробують приєднатися до НАТО. Обидві країни брали участь у екстренному саміті НАТО як члени програми НАТО «Партнерство заради миру», і обидві засудили вторгнення та надали допомогу Україні. Після зустрічі 1 березня 2022 року для обговорення питання про те, чи подавати заявку на вступ до НАТО, прем’єр-міністр Санна Марін заявила, що рішення з цього питання ще не прийнято, заявивши, що «таке важливе питання потребує ретельного вирішення».
Опитування громадської думки після вторгнення показали безпрецедентне зростання підтримки вступу до НАТО великої кількості фінів, причому явна більшість підтримала. Крім того, численні ініціативи громадян на цю тему набрали необхідних 50 000 підписів, що вимагало розгляду цього питання парламентом Фінляндії. Президент Нііністе охарактеризував опитування як демонстрацію достатньої підтримки населення для заявки. Прем'єр-міністр Марін запропонував, що процес прийняття рішення має бути завершено навесні і «за кілька тижнів, а не місяців».
13 квітня Міністерство закордонних справ підготувало доповідь про міжнародну безпеку та варіанти зовнішньої та оборонної політики, доступні Фінляндії, яка, як очікується, ляже в основу дебатів щодо членства в НАТО. У звіті зазначено, що російське вторгнення змінило довгострокове середовище європейської безпеки та ускладнило прогнозування та дії в найближчій перспективі. У ньому не висловлюється чіткої позиції щодо членства в НАТО, але стверджується, що нинішні заходи безпеки є недостатніми і що членство підвищить стабільність, хоча безпосередньої загрози немає. Як член, Фінляндія не буде зобов'язана приймати іноземні бази або наявність ядерної зброї на своїй території; Оборонний бюджет Фінляндії збільшиться на 1-1,5%. Helsingin Sanomat оцінив це як позитивну оцінку членства в НАТО.

#### Політичні позиції
До російського вторгнення в Україну 2022 року Національна коаліційна партія та Шведська народна партія Фінляндії підтримували членство в НАТО, а інші партії були нейтральними або протидіяли різним ступенем. У 2016 році на партійній конференції Національної коаліційної партії було прийнято рішення, що Фінляндія має подати заявку на членство «у найближчі кілька років». У баченні Шведської народної партії Фінляндії, викладеному в тому ж році, Фінляндія стане членом НАТО у 2025 році. Багато окремих політиків також виступали за НАТО, у тому числі нинішній президент Саулі Нііністе та колишній прем’єр-міністр Олександр Стуб, а також колишній президент Мартті Ахтісаарі, який стверджував, що Фінляндія має приєднатися до всіх організацій. підтримується іншими західними демократіями, щоб «раз і назавжди позбутися тягаря фінляндизації». Два інших колишніх президенти від Соціал-демократичної партії, Тар'я Халонен і Мауно Койвісто, публічно виступили проти цієї ідеї, стверджуючи, що членство в НАТО погіршить відносини Фінляндії з Росією. Лівий альянс був партією, яка найбільше проти приєднання до НАТО; Коли вони вступили в коаліцію з СДП у 2019 році, вони чітко дали зрозуміти, що будь-який рух у напрямку вступу до військового альянсу призведе до виходу Лівого альянсу з кабінету. Однак позиція партії змінилася після вторгнення: голова Лі Андерссон закликав до вдумливого обговорення в суспільстві та оцінки можливості подати заявку на вступ до НАТО, а пізніше підтвердив, що партія вирішила не виходити з уряду, якщо подано заявку. Після російського вторгнення в Україну під час російсько-української війни та значної зміни у народній думці керівництво Центристської партії та Партії фінів також змінило позицію, щоб підтримати членство в НАТО.

#### Думка НАТО
НАТО постійно дотримується своєї «політики відкритих дверей». Генеральний секретар Єнс Столтенберг очікував, що країни-члени «тепло вітатимуть Фінляндію як члена НАТО». Він сказав, що «членство Фінляндії зробить НАТО сильнішим», визначивши військовий потенціал країни та прагнення залишатися демократичним суспільством як актив.

#### Іноземна думка

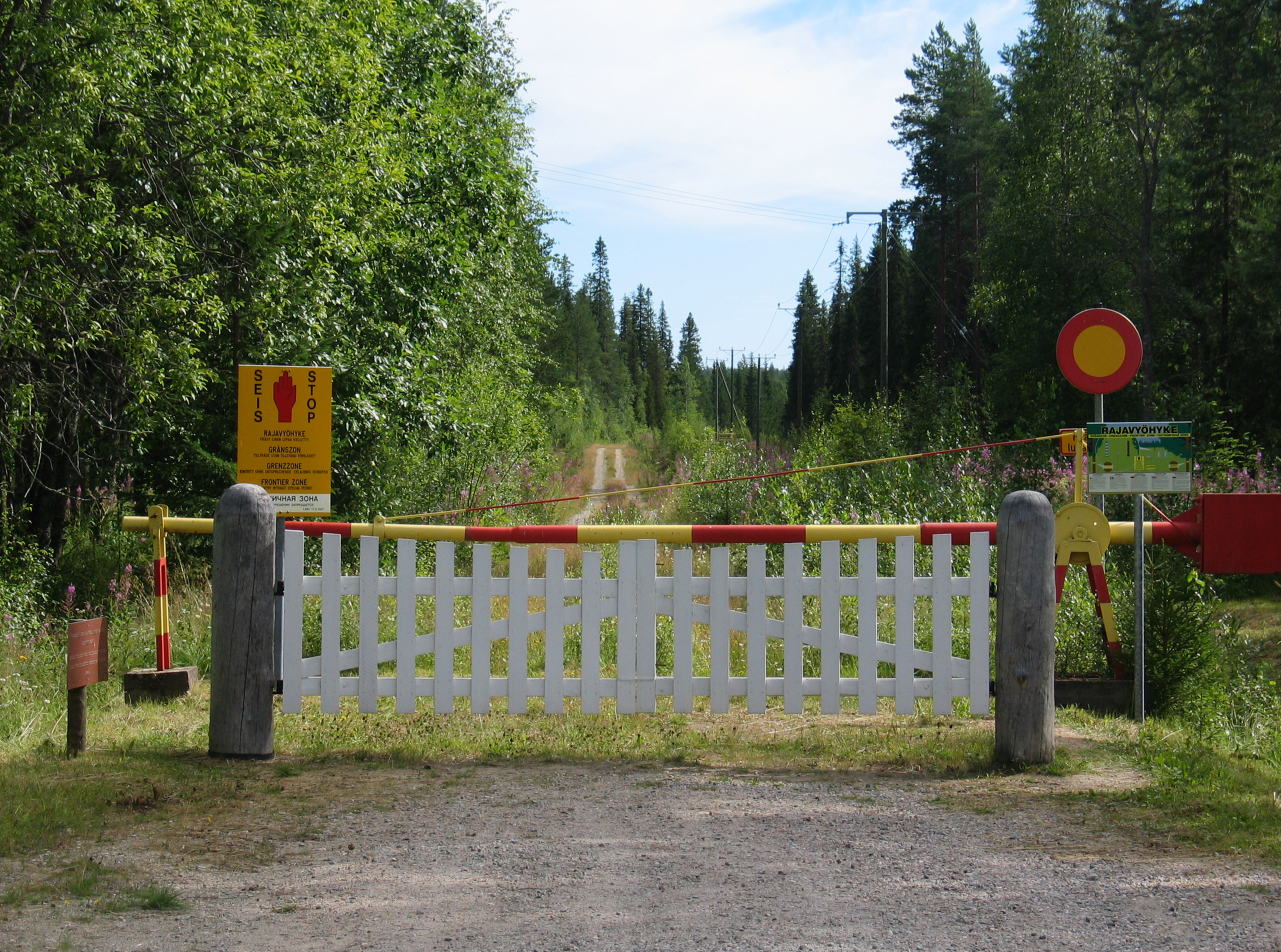
Кордон між Фінляндією та Російською Федерацією становить близько 1340 км (833 mi) довгий.

Фінляндія отримала дуже критичні відгуки від Російської Федерації за те, що навіть розглядала можливість приєднання до НАТО, а дослідження 2009 року припускає, що це може мати наслідки для відносин Росії з ЄС та НАТО в цілому. Після російсько-грузинської війни 2008 року прем'єр-міністр Фінляндії Матті Ванганен повторив, що Фінляндія не планує вступати в НАТО, і заявив, що головним уроком війни була необхідність тісніших зв'язків з Росією. У червні 2014 року в інтерв’ю фінській газеті Hufvudstadsbladet особистий представник Володимира Путіна Сергій Олександрович Марков звинуватив Фінляндію в крайній «русофобії» і припустив, що вступ Фінляндії в НАТО може розпочати Третю світову війну. У липні 2016 року Путін під час візиту до Фінляндії заявив, що Росія збільшить кількість військ на фінському кордоні, якщо Фінляндія приєднається до НАТО. Він також попередив, що НАТО «боротиметься до останнього фіна проти Росії».

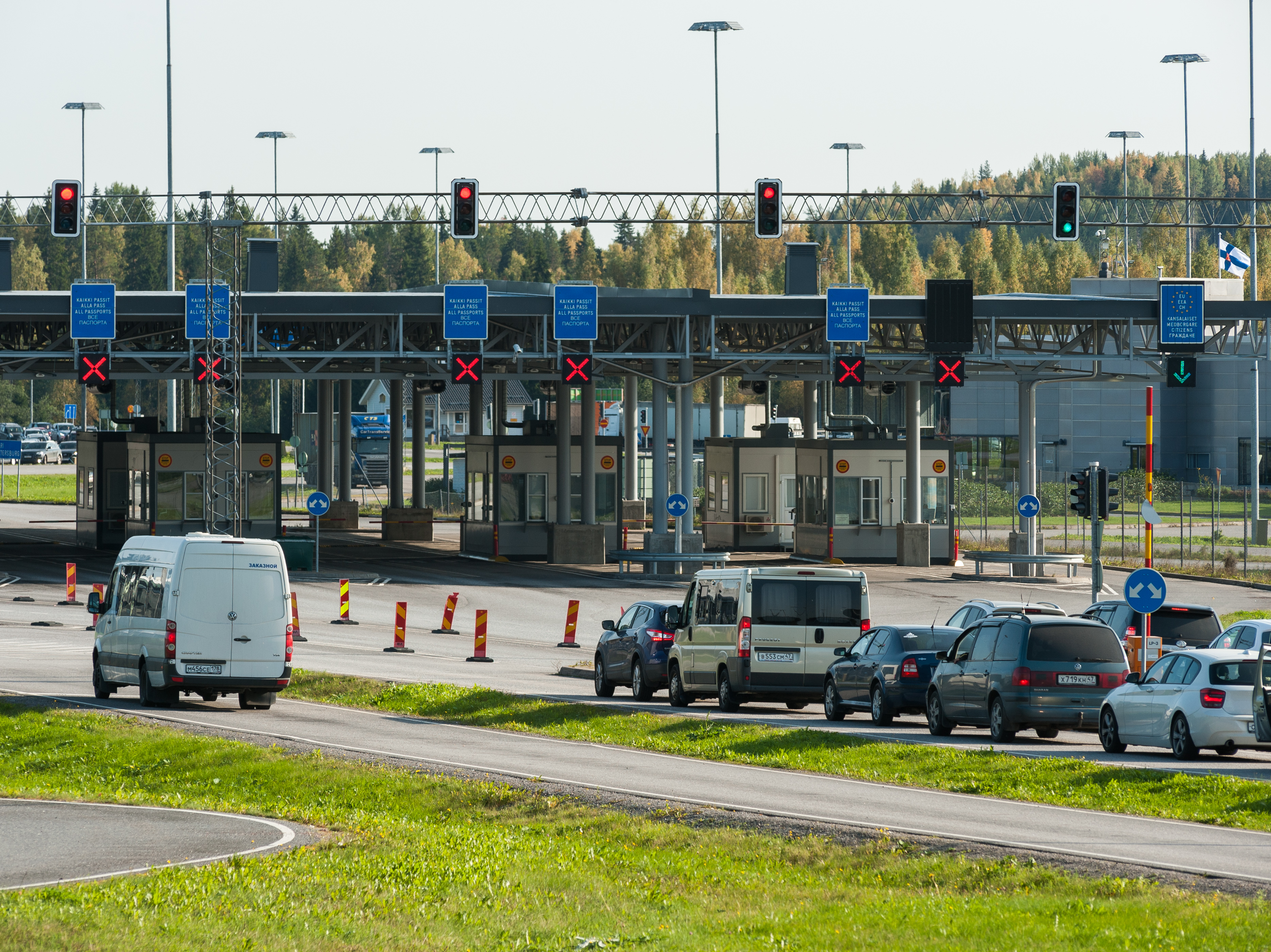
Автомобільний рух на фінській стороні на прикордонному пункті пропуску Нуйямаа в Нуйямаа, Лаппеенранта, Південна Карелія, у вересні 2017 року

Після російського вторгнення в Україну 2022 року та радикального зрушення фінських позицій у бік членства в НАТО Марія Захарова та Дмитро Медведєв попередили, що вступ до НАТО матиме наслідки для Фінляндії, включаючи розміщення ядерної зброї; російська газета «Известия» повідомила, що фінляндська оренда Сайменського каналу може бути розірвана.
За словами Hanna Smith, директор з досліджень Європейського центру передового досвіду з протидії гібридним загрозам, швидкість руху Фінляндії до НАТО здивувала Російську Федерацію. Вона прогнозує, що Російська Федерація розпочне гібридну кампанію впливу на процес прийняття рішень Фінляндією, включаючи кібератаки, із посиленням ескалації, якщо Фінляндія наблизиться до членства.

## Заявка на членство

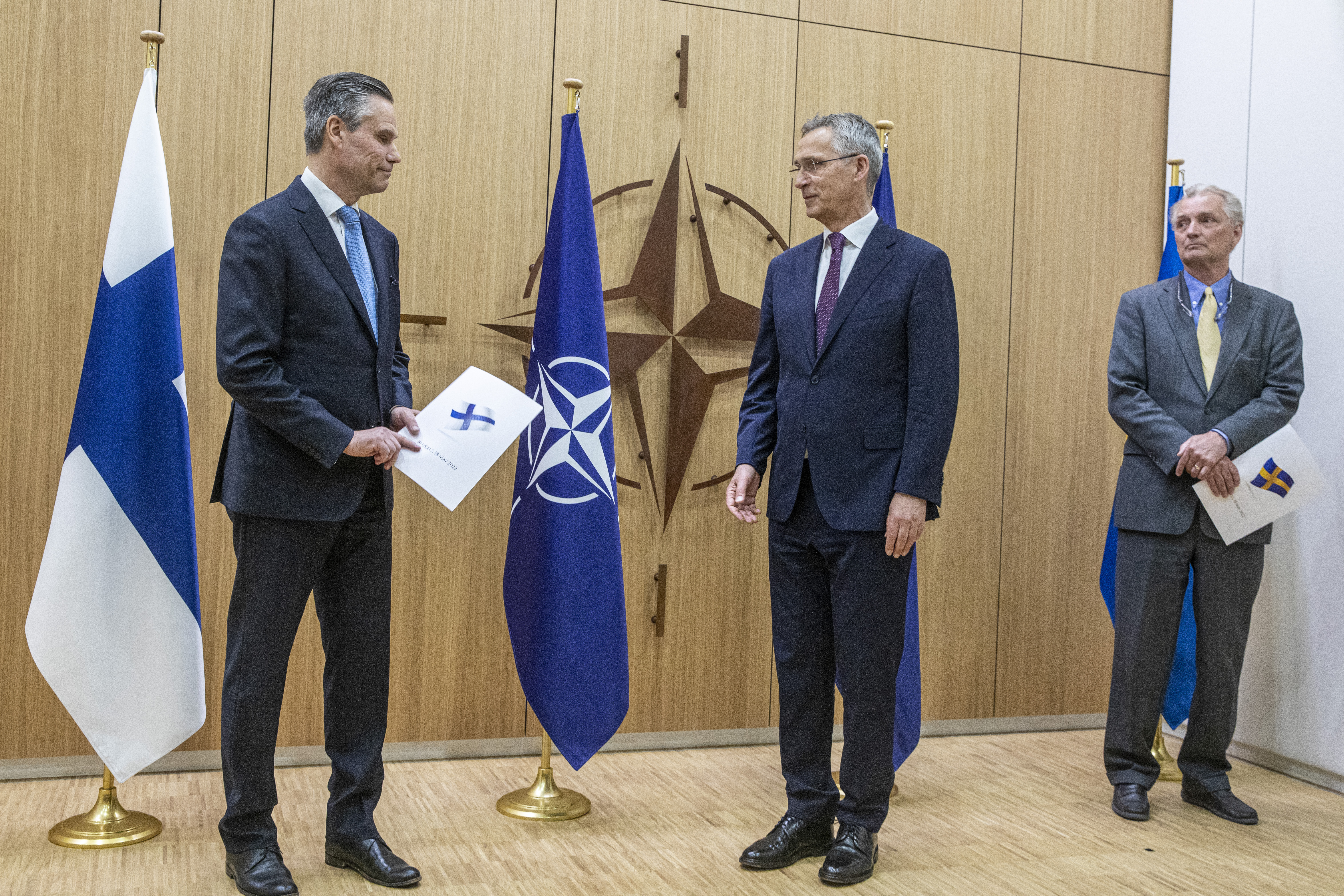
Посли Фінляндії та Швеції подають заявки на вступ до НАТО генеральному секретарю Єнсу Столтенберґу

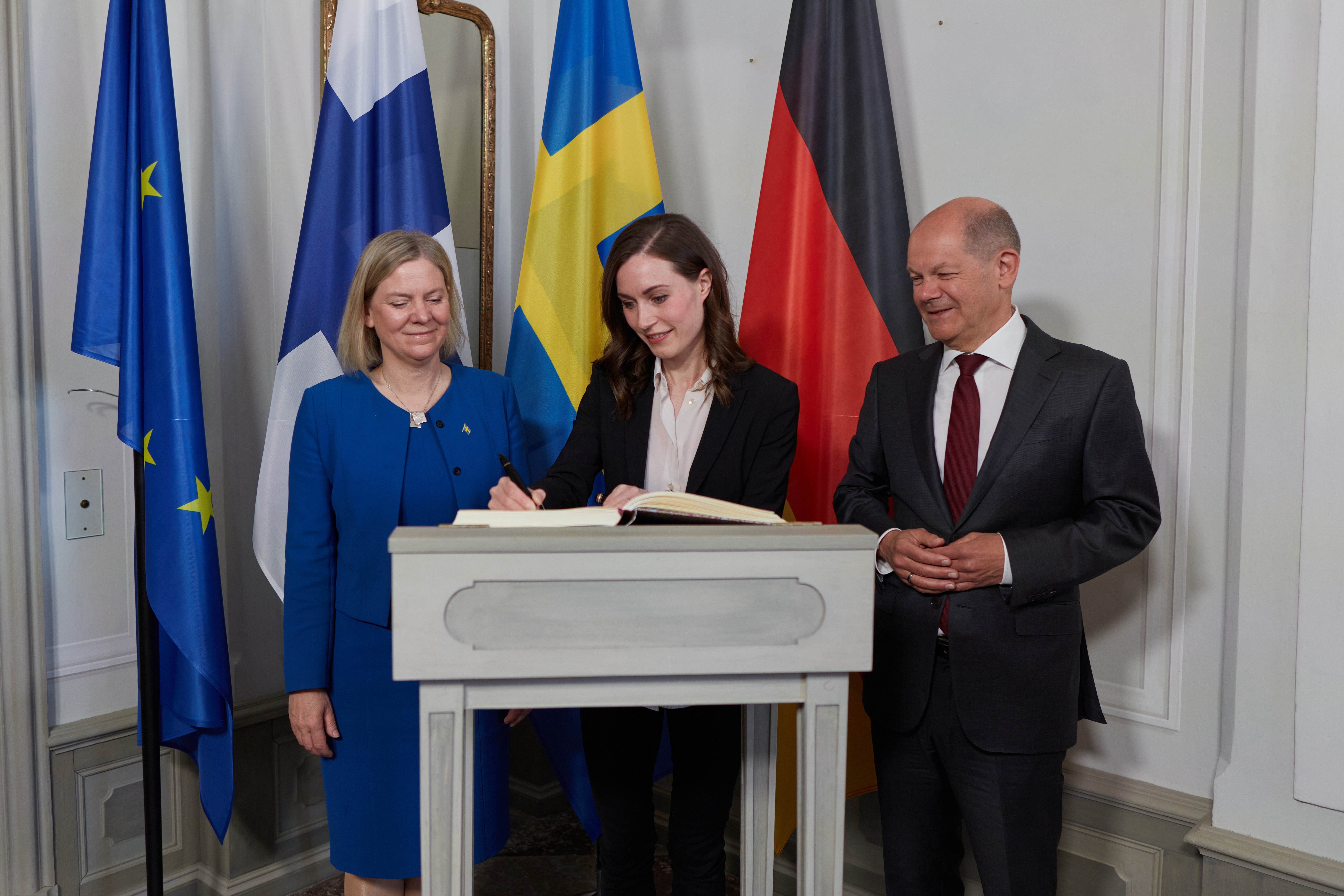
Санна Марін, Олаф Шольц і Магдалена Андерссон розповідають про потенційне членство Фінляндії та Швеції в НАТО. Навесні 2022 року.

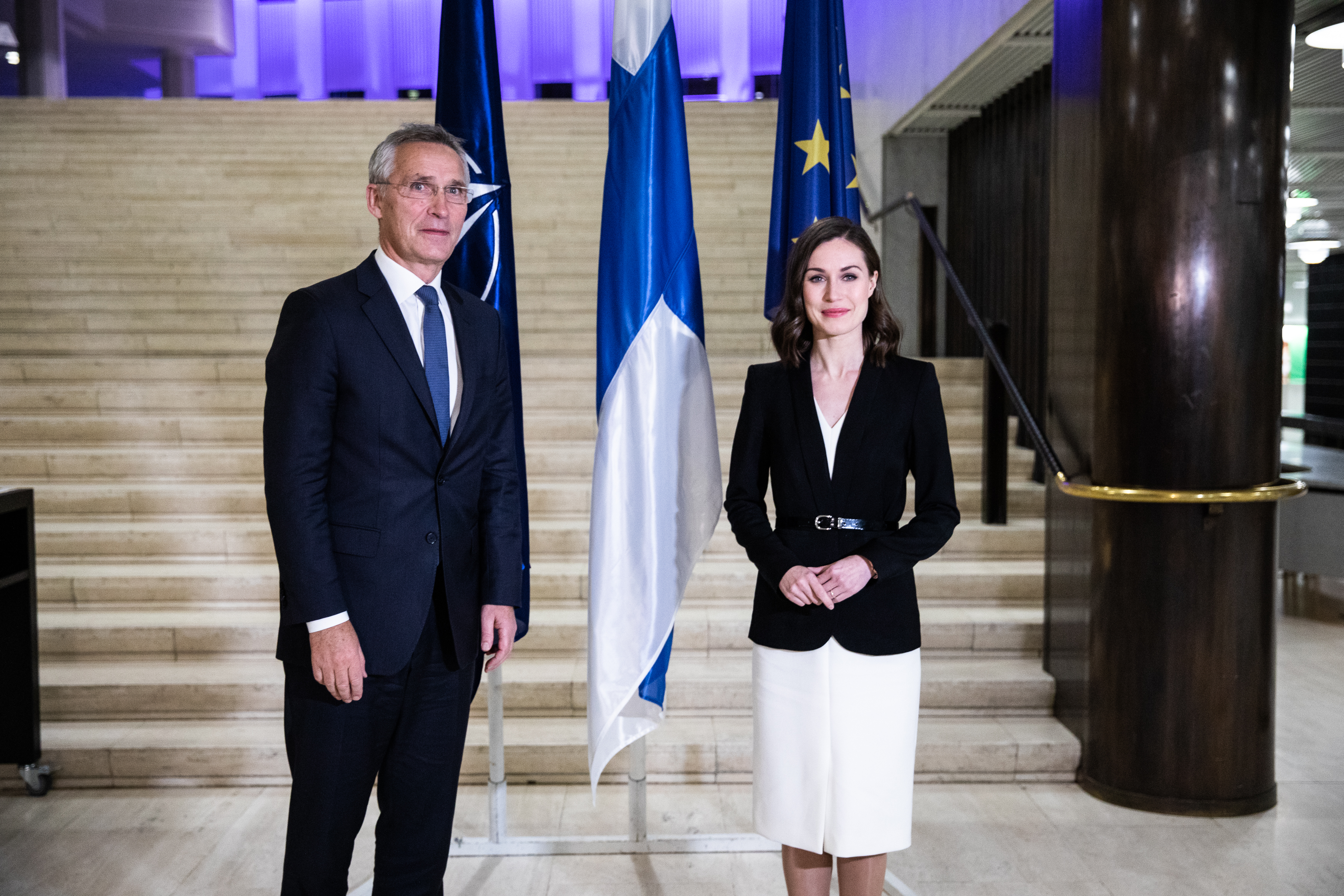
Прем’єр-міністр Фінляндії Санна Марін з генеральним секретарем НАТО Єнсу Столтенберґу у Гельсінкі 25 жовтня 2021 р.

26 березня 2022 року президент Фінляндії Саулі Нііністе заявив, що переваги вступу до НАТО переважають недоліки. 03 квітня 2022 року генеральний секретар НАТО Єнс Столтенберґ заявив, що якщо Фінляндія та Швеція подадуть заявки на членство у НАТО, Альянс здатний дуже швидко прийняти їх. 13 квітня 2022 року Фінляндія оголосила, що розпочинає дебати щодо вступу країни до НАТО. 15 квітня 2022 року міністр Фінляндії з питань Європи Тютті Туппурайнен заявила, що Фінляндія "з високою ймовірністю" приєднається до НАТО. 22 квітня 2022 року член парламенту та заступник голови комітету із закордонних справ Ерккі Туоміоя заявив, що Фінляндія може подати заявку на членство в НАТО вже найближчими тижнями. 28 квітня 2022 року генеральний секретар НАТО Єнс Столтенберґ повідомив, що якщо Фінляндія та Швеція подадуть заявки на вступ до Альянсу, то державам блоку вдасться знайти рішення щодо гарантій їхньої безпеки до моменту офіційного приєднання двох країн.
12 травня 2022 року президент Саулі Нііністе та прем'єр-міністр Санна Марін виступили зі спільною заявою, про те, що країна негайно подасть заявку про вступ до НАТО.
|                                                                                                   | Зараз, коли момент прийняття рішення вже близько, ми висловлюємо рівноправні погляди, також для інформування депутатських груп і партій. Членство в НАТО посилить безпеку Фінляндії. Як член НАТО, Фінляндія зміцнить весь оборонний альянс. Фінляндія повинна негайно подати заявку на членство в НАТО. Ми сподіваємося, що національні кроки, які ще необхідні для прийняття цього рішення, будуть швидко зроблені протягом наступних кількох днів. |
| — Президент Саулі Нііністьо та прем'єр-міністр Санна Марін, спільна заява від 12 травня 2022 року | |

Того ж дня генеральний секретар НАТО Єнс Столтенберг заявив, що членство Фінляндії зміцнить як Альянс, так і саму країну. У Росії натомість заявили, що вступ Фінляндії до НАТО загрожуватиме Росії. Прес-секретар президента Росії Дмитро Пєсков заявив, що Росія проведе "спеціальний аналіз" після вступу Фінляндії до НАТО з метою вироблення необхідних заходів для забезпечення безпеки.
15 травня 2022 року президент Саулі Нііністе та уряд Фінляндії на чолі з прем’єр-міністром Санною Марін офіційно оголосили про намір Фінляндії приєднатися до НАТО, розпочавши офіційний конституційний процес подання заявки. Очікувалося, що заявка Фінляндії буде подана після російського вторгнення в Україну в 2022 році, яке призвело до зміни європейського середовища безпеки, і значної зміни фінської громадської думки щодо бажаності членства.
15 травня 2022 року президент Фінляндії та комітет із зовнішньої та безпекової політики фінського уряду ухвалили рішення щодо подання заявки на вступ до НАТО.
Пропозиція уряду про приєднання була схвалена в парламенті 188 голосами проти 8 проти 17 травня. Наступного дня Фінляндія подала офіційну заявку до НАТО в Брюсселі спільно зі Швецією; організація розгляне заявки, а потім можуть початися переговори. Очікується, що переговори триватимуть тижні, після чого Фінляндія буде брати участь у діяльності НАТО на всіх рівнях на тимчасовій основі протягом періоду ратифікації. Після завершення переговорів і повторного підтвердження наміру заявника приєднатися, протокол про приєднання потребуватиме ратифікації всіма існуючими державами-членами НАТО; За оцінками, це займе від чотирьох місяців до року. Після завершення ратифікації парламент Фінляндії повинен прийняти закон, щоб офіційно вступити в НАТО.
Під час інтервалу між поданням заявки та набуттям чинности членством Фінляндія буде під загрозою. Єнс Столтенберг, генеральний секретар НАТО, сказав, що Фінляндія може приєднатися до альянсу «дуже швидко» і що протягом цього періоду Фінляндія матиме певний ступінь захисту. Необов’язкові обіцянки щодо безпеки були отримані від Сполученого Королівства та Сполучених Штатів, а в інших звітах стверджувалося, що додаткові обіцянки будуть отримані від інших скандинавських країн, а також від Франції та Німеччини.
Президент Хорватії Зоран Міланович заявив, що його країна повинна заблокувати ратифікацію вступу Фінляндії, доки в сусідній Боснії та Герцеговині не будуть запроваджені заходи з виборчої реформи, хоча міністр закордонних справ висловив підтримку урядом будь-якої заявки.
Президент Туреччини Реджеп Тайіп Ердоган висловив протидію вступу Швеції та Фінляндії до НАТО, заявивши, що Туреччина «неможливо» підтримати їхню заявку, поки дві країни дозволяють угрупованням, які Туреччина класифікує як терористичні організації, включаючи курдські бойовики Kurdistan Workers' Партія (PKK) і Загони народної оборони (YPG), а також прихильники Фетхуллаха Гюлена, мусульманського священнослужителя з США, якого Туреччина звинувачує в організації невдалої спроби турецького державного перевороту 2016 року, діяли на їхній території. (РПК входить до списку терористичних організацій Європейського Союзу.) Туреччина подала запит на екстрадицію імовірних членів РПК із північних країн. Крім того, уряд Туреччини зажадав скасувати ембарго на поставки зброї, введене урядами Швеції та Фінляндії у відповідь на операції проти YPG в Сирії. Президент Фінляндії Нііністе сказав, що раніше отримав схвальну відповідь, у тому числі від Ердогана та міністра закордонних справ Мевлюта Чавушоглу, щодо членства Фінляндії; Ніїністе та Хаавісто закликали до терпіння, тоді як Юссі Халла-Ахо, голова комітету із закордонних справ (Комітет із закордонних справ (Фінляндія)), припустив, що Туреччина хоче привернути увагу до політики Швеції, а не до політики Фінляндії. Виступаючи пізніше, Ібрагім Калін, речник Ердогана, сказав, що схвалення членства Фінляндії не виключається, але статус цих груп є «питанням національної безпеки Туреччини» і що будуть потрібні переговори. Однак після заяви Ібрагіма Каліна Ердоган повторив свою погрозу заблокувати заявки Фінляндії та Швеції на членство. Керівництво НАТО і Сполучені Штати заявили, що вони впевнені, що Туреччина не зупинить процес вступу двох країн. Міністр закордонних справ Канади Мелані Джолі також провела переговори з Туреччиною, щоб переконати турецький уряд у необхідності інтеграції двох північних країн. 21 травня Ердоган і Саулі Нііністе провели телефонний дзвінок, щоб обговорити заявку Фінляндії в НАТО, Ніїністе знову засудив Фінляндією тероризм у всіх формах. Речник Ібрагім Калін, який керував переговорами від імені Туреччини, заявив після першої зустрічі в Анкарі, що процес не просуватиметься, доки не будуть виправдані очікування Туреччини, і вона не відчує на себе тиску часу. Після того, як делегація у складі шведських і фінських дипломатів провела переговори з цього приводу зі своїми турецькими колегами, Ердоган повторив, що не погодиться на їхню заявку на вступ, оскільки того ж дня, коли переговори відбулися в Анкарі, Саліх Муслім, якого вважають терористом. Ердоган виступив на шведському телебаченні. Лідер Партії націоналістичного руху Девлет Бахчелі запропонував розглянути варіант, за яким Туреччина вийде з НАТО, і в такому випадку можна заснувати новий військовий альянс. Наприкінці травня 2022 року лідер опозиції Кемаль Кілічдароглу стверджував, що у випадку, якщо суперечка щодо вступу триватиме, а AKP і MHP вирішать закрити авіабазу Інджирлік, CHP підтримає це.

## Перебіг подій
| Подія                      | Дата                       | Примітки                   |
| -------------------------- | -------------------------- | -------------------------- |
| Партнерство заради миру    | 9 травня 1994              | [ 89 ]                     |
| Подання заявки на членство | 18 травня 2022             | [ 90 ]                     |
| Запрошення на членство     | 29 червня 2022             | [ 91 ]                     |
| Протокол про приєднання    | 5 липня 2022               | [ 92 ]                     |
| Ратифікація протоколу      | 30 / 30 Див. таблицю нижче | 30 / 30 Див. таблицю нижче |
| Повне членство             | 4 квітня 2023              | [ 93 ]                     |

### Процес ратифікації
| Підписант          | Дата            | Орган                    | За       | Проти    | Утримались | Депозитовано    | Примітки        |
| ------------------ | --------------- | ------------------------ | -------- | -------- | ---------- | --------------- | --------------- |
| Албанія            | 7 липня 2022    | Парламент                | 114      | 0        | 0          | 11 серпня 2022  | [ 95 ]          |
| Албанія            | 10 липня 2022   | Президент                | Схвалено | Схвалено | Схвалено   | 11 серпня 2022  | [ 96 ]          |
| Бельгія            | 20 липня 2022   | Палата представників     | 121      | 11       | 0          | 11 серпня 2022  | [ 97 ]          |
| Бельгія            | 21 липня 2022   | Король                   | Схвалено | Схвалено | Схвалено   | 11 серпня 2022  | [ 98 ]          |
| Болгарія           | 13 липня 2022   | Народні збори            | 195      | 11       | 0          | 9 серпня 2022   | [ 99 ]          |
| Болгарія           | 18 липня 2022   | Президент                | Схвалено | Схвалено | Схвалено   | 9 серпня 2022   | [ 100 ]         |
| Велика Британія    | 6 липня 2022    | Уряд                     | Схвалено | Схвалено | Схвалено   | 8 липня 2022    | [ 101 ]         |
| Греція             | 15 вересня 2022 | Парламент                | Схвалено | Схвалено | Схвалено   | 14 жовтня 2022  | [ 104 ] [ 105 ] |
| Греція             | 15 вересня 2022 | Президент                | Схвалено | Схвалено | Схвалено   | 14 жовтня 2022  | [ 106 ]         |
| Данія              | 7 червня 2022   | Фолькетинг               | 95       | 0        | 0          | 5 липня 2022    | [ 107 ]         |
| Естонія            | 6 липня 2022    | Рійгікогу                | 79       | 0        | 3          | 22 липня 2022   | [ 108 ]         |
| Естонія            | 6 липня 2022    | Президент                | Схвалено | Схвалено | Схвалено   | 22 липня 2022   | [ 109 ]         |
| Ісландія           | 7 червня 2022   | Альтинг                  | 44       | 0        | 5          | 6 липня 2022    | [ 110 ]         |
| Ісландія           | 5 липня 2022    | Президент                | Схвалено | Схвалено | Схвалено   | 6 липня 2022    | [ 111 ]         |
| Іспанія            | 15 вересня 2022 | Конгрес депутатів        | 290      | 11       | 47         | 6 жовтня 2022   | [ 112 ] [ 113 ] |
| Іспанія            | 21 вересня 2022 | Сенат                    | 245      | 1        | 17         | 6 жовтня 2022   | [ 114 ]         |
| Іспанія            | 27 вересня 2022 | Король                   | Схвалено | Схвалено | Схвалено   | 6 жовтня 2022   | [ 115 ]         |
| Італія             | 2 серпня 2022   | Палата депутатів         | 398      | 20       | 9          | 17 серпня 2022  | [ 116 ]         |
| Італія             | 3 серпня 2022   | Сенат                    | 202      | 13       | 2          | 17 серпня 2022  | [ 117 ]         |
| Італія             | 5 серпня 2022   | Президент                | Схвалено | Схвалено | Схвалено   | 17 серпня 2022  | [ 118 ]         |
| Канада             | 5 липня 2022    | Уряд                     | Схвалено | Схвалено | Схвалено   | 5 липня 2022    | [ 120 ]         |
| Латвія             | 14 липня 2022   | Сейм                     | 77       | 0        | 0          | 22 липня 2022   | [ 121 ]         |
| Латвія             | 15 липня 2022   | Президент                | Схвалено | Схвалено | Схвалено   | 22 липня 2022   | [ 122 ]         |
| Литва              | 20 липня 2022   | Сейм                     | 112      | 1        | 0          | 4 серпня 2022   | [ 123 ]         |
| Литва              | 20 липня 2022   | Президент                | Схвалено | Схвалено | Схвалено   | 4 серпня 2022   | [ 123 ]         |
| Люксембург         | 12 липня 2022   | Палата депутатів         | 58       | 0        | 2          | 9 серпня 2022   | [ 124 ]         |
| Люксембург         | 22 липня 2022   | Великий герцог           | Схвалено | Схвалено | Схвалено   | 9 серпня 2022   | [ 125 ]         |
| Нідерланди         | 7 липня 2022    | Палата представників     | 142      | 8        | 0          | 20 липня 2022   | [ 126 ]         |
| Нідерланди         | 12 липня 2022   | Сенат                    | 71       | 1        | 0          | 20 липня 2022   | [ 127 ]         |
| Нідерланди         | 13 липня 2022   | Король                   | Схвалено | Схвалено | Схвалено   | 20 липня 2022   | [ 128 ]         |
| Німеччина          | 8 липня 2022    | Бундестаг                | Схвалено | Схвалено | Схвалено   | 20 липня 2022   | [ 129 ]         |
| Німеччина          | 8 липня 2022    | Бундесрат                | Схвалено | Схвалено | Схвалено   | 20 липня 2022   | [ 130 ]         |
| Німеччина          | 11 липня 2022   | Президент                | Схвалено | Схвалено | Схвалено   | 20 липня 2022   | [ 131 ]         |
| Норвегія           | 16 червня 2022  | Стортинг                 | 98       | 4        | 0          | 7 липня 2022    | [ 132 ]         |
| Норвегія           | 22 червня 2022  | Король                   | Схвалено | Схвалено | Схвалено   | 7 липня 2022    | [ 133 ]         |
| Північна Македонія | 27 липня 2022   | Збори                    | 103      | 2        | 0          | 22 серпня 2022  | [ 134 ]         |
| Північна Македонія | 28 липня 2022   | Президент                | Схвалено | Схвалено | Схвалено   | 22 серпня 2022  | [ 135 ]         |
| Польща             | 7 липня 2022    | Сейм                     | 440      | 1        | 1          | 3 серпня 2022   | [ 136 ]         |
| Польща             | 20 липня 2022   | Сенат                    | 98       | 0        | 0          | 3 серпня 2022   | [ 137 ]         |
| Польща             | 22 липня 2022   | Президент                | Схвалено | Схвалено | Схвалено   | 3 серпня 2022   | [ 138 ]         |
| Португалія         | 16 вересня 2022 | Асамблея Республіки      | 219      | 11       | 0          | 11 жовтня 2022  | [ 139 ]         |
| Португалія         | 19 вересня 2022 | Президент                | Схвалено | Схвалено | Схвалено   | 11 жовтня 2022  | [ 140 ]         |
| Румунія            | 20 липня 2022   | Палата депутатів         | 227      | 0        | 3          | 22 серпня 2022  | [ 141 ]         |
| Румунія            | 20 липня 2022   | Сенат                    | 94       | 0        | 0          | 22 серпня 2022  | [ 142 ]         |
| Румунія            | 22 липня 2022   | Президент                | Схвалено | Схвалено | Схвалено   | 22 серпня 2022  | [ 143 ]         |
| Словаччина         | 27 вересня 2022 | Народна рада             | 126      | 15       | 1          | 4 жовтня 2022   | [ 144 ]         |
| Словаччина         | 28 вересня 2022 | Президент                | Схвалено | Схвалено | Схвалено   | 4 жовтня 2022   | [ 145 ]         |
| Словенія           | 14 липня 2022   | Парламент                | 76       | 5        | 0          | 24 серпня 2022  | [ 146 ]         |
| Словенія           | 22 липня 2022   | Президент                | Схвалено | Схвалено | Схвалено   | 24 серпня 2022  | [ 147 ]         |
| США                | 3 серпня 2022   | Сенат                    | 95       | 1        | 1          | 18 серпня 2022  | [ 148 ]         |
| США                | 9 серпня 2022   | Президент                | Схвалено | Схвалено | Схвалено   | 18 серпня 2022  | [ 149 ]         |
| Туреччина          | 30 березня 2023 | Великі національні збори | 276      | 0        | 0          | 4 квітня 2023   | [ 150 ]         |
| Туреччина          | 1 квітня 2023   | Президент                | Схвалено | Схвалено | Схвалено   | 4 квітня 2023   | [ 151 ]         |
| Угорщина           | 27 березня 2023 | Національна асамблея     | 182      | 6        | 0          | 31 березня 2023 | [ 153 ]         |
| Угорщина           | 28 березня 2023 | Президент                | Схвалено | Схвалено | Схвалено   | 31 березня 2023 | [ 154 ]         |
| Франція            | 2 серпня 2022   | Національна асамблея     | 209      | 46       | 0          | 16 серпня 2022  | [ 155 ]         |
| Франція            | 21 липня 2022   | Сенат                    | 323      | 17       | 8          | 16 серпня 2022  | [ 156 ]         |
| Франція            | 5 серпня 2022   | Президент                | Схвалено | Схвалено | Схвалено   | 16 серпня 2022  | [ 157 ]         |
| Хорватія           | 15 липня 2022   | Сабор                    | 124      | 3        | 0          | 25 серпня 2022  | [ 158 ]         |
| Хорватія           | 19 липня 2022   | Президент                | Схвалено | Схвалено | Схвалено   | 25 серпня 2022  | [ 159 ]         |
| Чехія              | 27 серпня 2022  | Палата депутатів         | 135      | 1        | 16         | 19 вересня 2022 | [ 160 ]         |
| Чехія              | 10 серпня 2022  | Сенат                    | 66       | 0        | 0          | 19 вересня 2022 | [ 161 ]         |
| Чехія              | 31 серпня 2022  | Президент                | Схвалено | Схвалено | Схвалено   | 19 вересня 2022 | [ 162 ]         |
| Чорногорія         | 28 липня 2022   | Скупщина                 | 57       | 2        | 11         | 13 вересня 2022 | [ 163 ]         |
| Чорногорія         | 1 серпня 2022   | Президент                | Схвалено | Схвалено | Схвалено   | 13 вересня 2022 | [ 164 ]         |

Примітки
1. ↑  В Сполученому Кололівстві немає потреби ухвалювати формально закони для ратифікації міжнародних угод, але Правило Понсонбі вимагає, щоби угоди були представлені парламенту з пояснювальною запискою.
2. ↑  Голосування проводилося партіями, а не повним записаним голосуванням.

За проголосували: Нова демократія, Коаліція радикальних лівих та Рух змін.

Проти: Комуністична партія Греції, Грецьке рішення та МЕРА25.[102]
3. ↑  За словами канадського міністра закордонних справ Мелані Жолі, відповідно до законодавства Канади, виконавча влада має юридичне право ухвалювати такі рішення і тому немає потреби ратифікувати документ через парламент.[119]
4. ↑  Голосування проводилося партіями, а не повним записаним голосуванням.

За проголосували: СДПН, Зелені, ВДП, ХДС/ХСС, АдН

Проти: Ліві